# Obsesión (álbum de Sangre Azul)
Obsesión es el primer álbum de Sangre Azul, editado en 1987 por Hispavox. 

## Detalles
El álbum se grabó bajo la producción de Vicente "Mariscal" Romero en los Mediterráneo Studios de Ibiza, lugar donde habían grabado grupos de la talla de Judas Priest. 
El LP original incluyó nueve canciones, mientras que la versión en cassette incluía un bonus track: El rey de la ciudad, tomado de un single, tema extra también presente en la versión en CD del año 2000.
Esta canción y Todo mi mundo eres tú aparecían en su EP Sangre Azul pero el grupo las volvió a grabar con un mejor sonido y con la voz de Tony Solo.

## Temas
1. 'Obsesión' - 3:18
2. 'Sediento de sangre' - 4:05
3. 'Todo mi mundo eres tú' - 4:25
4. 'Velocidad' 2:56
5. 'El rey de la ciudad' (bonus track CD/cassette) - 4:35
6. 'América' - 4:00
7. 'Maestro del crimen' - 3:33
8. 'Tras de ti' - 3:36
9. 'Sólo fue un sueño' - 3:28
10. 'Invadiendo tu ciudad' - 3:16

## Músicos
- Tony: Voz
- Carlos Raya: Guitarra
- J. A. Martín: Guitarra
- Julio Díaz: Bajo
- Luis Santurde: Batería